# Université Sind Madressatul Islam
L'université Sind Madressatul Islam (en ourdou : سندھ مدرسۃ الاسلام : en sindhi : حسن علي آفندي) est une université située à Karachi au Pakistan, dans la province du Sind. Elle a été fondée en 1885 sous le Raj britannique et est l'une des plus vieilles d'Asie du Sud. 
Elle a été fondée par Hassan Ali Effendi, un Sindi d'origine turque. Muhammad Ali Jinnah, fondateur du Pakistan, a été son étudiant le plus notoire. Il a étudié dans l'université de 1887 à 1892.